# Pereira (Montemor-o-Velho)
Pereira es una freguesia portuguesa del concelho de Montemor-o-Velho, con 12,96 km² de superficie y 2.241 habitantes (2001). Su densidad de población es de 172,9 hab/km².